# رجل الايسكريم 1 (لعبة)
رجل الايسكريم 1 (بالإنجليزية: Ice scream: Horror Neighborhood)‏ هي لعبة فيديو إسبانية من نوع الألغاز ورعب البقاء وبلاعب واحد ولا تطلب إتصال الإنترنت صدرت في تاريخ 27 سبتمبر من عام 2019 من قبل شركة كيبليريانس الإسبانية، تحكي اللعبة قصة صانع مثلجات متنقل شرير جدا وغامض يدعى "رود سوليفان" متنكر في زي بائع مثلجات عادي يقوم بتجميد الأطفال الذين يشترون المثلجات منه ويقوم بأخذهم لمصنعه البعيد والمنعزل ويقوم بتحويلهم لمثلجات ما يعني موتهم بكل تأكيد وتعتبر إحدى الألعاب المعروفة والمشهورة جدا اليوم.
تم إصدار جزء ثاني للعبة في نفس العام وحاليا اللعبة في جزئها السادس.

## القصة
تجري أحداث اللعبة في نوفمبر من عام 1982 فتى في عمر الثانية عشر من عمره يدعى "دانيال جاي" يقوم بإنقاذ صديقه المفضل شارلي من رجل الايسكريم عبر الذهاب إلى أماكن مختلفة لجمع الأشياء اللازمة لفعل ذلك ويقوم في الوقت ذاته بالابتعاد عن رجل الايسكريم لضمان نجاح خططه.

## الشخصيات في كامل السلسلة
رجل الايسكريم: واسمه هو "رود سوليفان" ولد في عام 1940 يعمل والده كصانع مثلجات مشهور بينما تعمل والدته كراهبة في الكنيسة وعاش سنوات حياته الاثنا عشر الأولى سعيدة وكان طيبا ومسالما في تلك الفترة كما يظهر الجزء الخامس من اللعبة والذي يظهر أيضًا كيف تغير ذلك بعدما أكل من المثلجات الذي يصنعها والده والذي أوصاه بعدم الاقتراب منها عند غيابه لكنه يتناول منه فيتحول من فتى نحيف إلى فتى سمين جدا فيتعرض للتنمر في المدرسة كما يظهر الجزء الثاني من العبة ويستمر بالشكوى والبكاء وأنه كان لا يريد أن يكون هكذا ولكن الأمر يزيد سوءا وفي نفس الجزء يتقابل مع نفسه المستقبلية وهو رجل الايسكريم الذي ينبئه بالمستقبل وكيفية الإنتقام من الذين أزعجوه وضايقوه ويقول له بأنه سوف ينتقم منهم جميعا فيجعله عديم الإحساس والأهتمام بمشاعر الآخرين ويظهر الجزء الثالث موت والده في عام 1954 والذي يدخله في حالة حزن واسعة ولكن مع بلوغه الخامسة والعشرين من عمره يبدأ بالعمل كصانع مثلجات بعدما تغسل والدته دماغه وتجعله شريرا مثلها ويبدأ بخطف الأطفال وخاصة الأطفال ذات الأجسام السمينة لأنهم يذكرونه بمأساة الماضي.
دانيال جاي: هو بطل القصة بالكامل ويتصف بالذكاء والتعاطف وهو عدو رجل الايسكريم اللدود عندما واجهه لأول مرة في عام 1982 بالرغم من أن رجل الايسكريم رأه لأول مرة عندما كان صغيرا حيث رأه خلسة بين الشجيرات وهو يلعب مع والده فكرهه منذ ذلك الحين ويمسك به رجل الايسكريم في الجزء الرابع من اللعبة ولكنه يهرب.
مايك: هو زميل دانيال في الدراسة ويشبهه من حيث الصفات ولكنه أذكى منه وهو يحب ليز شقيقة شارلي الصغرى دون أن تعلم ويحاول مايك قتل رجل الايسكريم في الجزء الثالث من القصة لكنه يفشل ويختطف فيقوم دانيال بتحريره لكنه يختطف مجددا في نفس الجزء ويهرب في الجزء الرابع ويعتبر الجزء الخامس مخصصا له.
شارلي: هو صديق دانيال المفضل سمين الجسم متسرع كثيرا وقليل الإدراك يختطف في الجزء الأول من اللعبة ولكن دانيال يحرره ولكنه يختطف مجددا في الجزء الثالث ويهرب مجددا في الجزء الرابع ويعد الجزء السادس جزءا مخصصا له.
ليز: هي أخت شارلي الصغرى وتشبهه بالكامل تقريبا من حيث الشكل والصفات تختطف في الجزء الثاني وتتحرر في نفس الجزء ولكنها ترفض القفز من سيارة رود بسبب خوفها من السقوط والإصابة فتظهر في الجزء الثالث مختبئة بهيئة شجيرة وتتحرر في نفس الجزء وتختطف فيه أيضًا وتهرب في الجزء الرابع.

## كيفية الفوز باللعبة
يقوم رود بخطف شارلي فيجب على دانيال أخذ حبل ومقلاع للنزول بحذر له فيخبئ في منزل كلبه وينتظر حتى خروج رود من السيارة وعندما يخرج رود يوقع خريطة مهمة جدا يجب على دانيال أخذها وتعليقها في سيارته لكي يتنقل إلى الأماكن المطلوبة وهي:
1. حديقة الألعاب (play ground).
2. الكافتيريا (Cafeteria).
3. المستودع (Stall).
4. موقف السيارات (parking).

وتكون الوجهة الأولى حديقة الألعاب حيث يجب تحطيم جدار حديدي عن طريق ضربه برافعة بالقرب منه من خلال الأزرار فيها فيتم الدخول إلى هناك وأخذ مفتاح لمكتب معين موجود داخل جاكيت ومن ثم العودة للسيارة والذهاب للكافتيريا لأخذ زيت وكذلك معرفة اسم بطاقة مطلوبة من ضمن الأشياء التي تساعد على أنقاذ شارلي بعدها يجب الذهاب للمستودع وهو المكان الذي يقوم رجل الايسكريم بإحتجاز اللاعب عند الأمساك به ويجب على اللاعب الخروج منه ويضل يمتلك فرصتين بعدها، يجب الذهاب إلى هناك للحصول على عبوة بنزين فارغة وبعدها يجب الذهاب لحديقة الألعاب للدخول في نفق يوجد في وسطه باب صدأ يجب فتحه بواسطة الزيت ثم أخذ عبوة البنزين وملئها بالبنزين في نهاية النفق الذي يأدي لجهة أخرى من المنتزه ومن ثم العودة للسيارة والذهاب لموقف السيارات لأخذ البطاقة المعينة من إحدى الغرف هناك عن طريق المفتاح الذي أخذ سابقا في البداية وبعدها يجب أخذ مقلاع من إحدى خزائن الغرفة نفسها وبعدها أستخدام المقلاع لفتح غرفة توجد بها سيارة صغيرة فارغة البنزين يجب تعبئتها بالبنزين الذي أخذ سابقا وبعدها يجب الذهاب إلى الكافتيريا لإستخدام البطاقة لفتح باب معين وأخذ مفتاح آخر وبعدها الذهاب لموقف السيارات واستخدام المفتاح لفتح مخزن صغير يوجد به قاطعة أسلاك كبيرة يجب أخذها وركوب السيارة الصغيرة الموجودة هناك والصعود للطابق الثاني وتدمير جدار صغير هناك ومن ثم أستخدام قاطعة الأسلاك لقطع سلك مسلط الضوء ما يعني سقوطه على الأرضية التي تحته وتحطيمها بالكامل تقريبًا ومن ثم النزول تحت والإنتظار لبضعة ثواني لكي يزول الخطر وبعدها يجب البحث في الخزانة الموجودة تحت والتي تحتوي على مفتاح القفص وبعدها أخذ المفتاح والعودة للحي وتحرير شارلي.

## وصلات خارجية
- فيديو لكيفية لعب اللعبة